# Список модів Battlefield 1942
Список модів для комп'ютерної гри, шутера від першої особи Battlefield 1942.
У жовтні 2004 року на публічному релізі ЕА відзначає «Незабаром після релізу Battlefield 1942, кілька груп відданих шанувальників подивилися виріб DICE і представили як карти заповнюються сучасними транспортними засобами та зброєю, або літаками і гвинтівками початку двадцятого століття.»
PC Gamer описує в жовтні 2005 один мод, як «останній великий мод до переходу Battlefield 1942 спільноти на сиквели Dice. Його встановлення — кінець епохи.» Інші моди з'явилися в статтях на CNN та The Washington Times, а також у різних галузевих виданнях, починаючи від фінського ігрового журналу PC Pelaaja до міжнародного PC Gamer.

## Введення
Як Half-Life і деякі інші популярні ігри від першої особи, Battlefield 1942 привела на світ ряд модифікацій. Більшість з них не розвивалися і були закинуті навіть не випускаючи публічний реліз. Деякі з них дуже обмежені, і просто вносять деякі зміни в геймплей або навіть інший екран завантаження, а інші повного перетворення, які досить сильно змінюють зміст і геймплей.
Кілька модів стали популярні майже як оригінальна гра. Ранні модифікації Battlefield 1942 були зроблені без  SDK. Пізніше ЕА був підготовлений і випущений Battlefield Mod Development Toolkit, щоб допомогти розробці модів.
З виходом сиквелів Battlefield Vietnam і Battlefield 2, деякі моди випустили нову версію або отримали подальший розвиток у цих іграх. Battlefield Vietnam використовує оновлену версію ігрового рушія Refractor 2. Деякі моди перейшли на комп'ютерні ігри Söldner: Secret Wars, Half-Life 2 або інші з тих же причин.

## Офіційні доповнення
До гри вийшло два офіційних доповнення (Expansion Packs):
- Battlefield 1942: The Road To Rome

Додає нові карти — ландшафти Італії. Нові фракції: Франція та Італія. Також додані нові види техніки і озброєння.
- Battlefield 1942: Secret Weapons of WWII

Add-on додає карти, серед яких — засекречені об'єкти Третього рейху, такі як Полігон Пенемюнде (місце розробок ракет Фау-2), Гніздо орла (притулок, яке створювалося для лідерів нацистської Німеччини на випадок поразки у війні), і деякі інші.
Серед техніки, представленої розробниками на додаток до вже існуючої — 16 видів бойових машин, проектованих, але так і не втілених під час Другої світової війни (За винятком САУ Штурмтігр, мотоциклів, ракетної устоновкі "Шерман-Каліопа «, літака С-47, ракети ППО» Вассерфаль "(ПТ-САУ Т95 була насправді, але на війні не використовувалася)). Це, наприклад, реактивні літаки. Серед особового озброєння солдатів нововведенням стали нові зразки зброї, в тому числі і комплект з реактивним ранцем, який можна знайти на деяких картах.
Також для гри існує величезна кількість неофіційних доповнень.

## Любительські модифікації
- Action Battlefield
- Battlefield 1861[6]
- Battlefield 1918 відзначений Tor Thorsen з GameSpot, і був частиною презентації з офіційною командою EA співтовариства в GetBoinKed mobility 1.1 в 2005 році.[7]
- Battlefield 1941
- Battlefield 40k випущений в січні 2007 року в журналі PC Format. Він заснований на Games Workshops Tabletop Game, Warhammer 40,000[8][9]
- Battlefield High Definition[10]
- Battlefield Infantry
- Battlefield Interstate 1982, згаданий в 1UP «Безкоштовні Комп'ютерні Ігри» в номері за грудень 2003 року. (Free PC Games «1UP.ORG» December 2003.)
- Battlefield Pirates керівник Лоуренс Браун з Scurvy Cove Productions був найнятий Electronic Arts як координатор підтримки мода.[1] Он был описан как имеющий оригинальную тематику. Am I Mod or Not? (Nieborg, 2005)
- Battlegroup42 розглянутий Марком Сазернсом в січні 2004 в англійській версії журналу PC Gamer.[11][12]
- Combat In Flames
- Desert Combat випущений Trauma Studios, був переможцем FilePlanet Премія найкращий мод 2003, має багато інших відгуків і нагород,[13] таких як у березні 2003 року PC Magazine. PC Gamer описав його як «Desert Combat розташований у розпеченій зоні конфлікту на Близькому Сході між Сполученими Штатами та Іраком.»[14] Стаття зазначила, що йому допомогла Війна в Іраку, що дозволило збільшити кількість переглядів сторінок приблизно до 15000 в день,[3] или даже от 20000 до 70000.[4] Desert combat був базою для появи модів на його основі, DC Extended і Desert Combat Realism в Am I Mod or Not? (Nieborg, 2005)[15]
- Desert Combat Extended
- Desert Combat Final
- Desert Combat Realism
- Eve Of Destruction переміг на PC Gamer в 2003 році як «Мод Року».[16] Він також виграв на FilePlanet Найкращий новий мод 2003. Ден Морріс з PC Gamer зазначив у березні 2004 року в статті журналу: «Хоча Battlefield Vietnam ще миготить перед очима його розробників, цей видатний мод дебютував і отримав захоплений прийом у шанувальників Battlefield 1942.»[17]
- Experience WWII був описаний в PC Gamer, як такий що як має істотні зміни, щоб бути історично точним, що безпосередньо впливає на ігровий процес.[14]
- FinnWars з'явився в журналі Pelit в номері 9/2005, і PC Pelaaja в 2007 році.[18][19]
- Forgotten Honor[20]
- Forgotten Hope[21] зайняв 14-е місце на ModDB в 2005 році в номінації «Мод Року»[22], та нагороду Вибір Гравців ModDB в 2006 році.[23]
- Forgotten Hope Secret Weapon[24]
- FragField[25]
- Galactic Conquest GC був відзначений, за цей час дозволено відкрито використовувати матеріали з всесвіту Зоряних Воєн Lucasarts в Am I Mod or Not? (Nieborg, 2005). Також він двічі з'явився на Slashdot,[26] і було згадано в Edge Magazine в квітні 2004 року.[27][28] Galactic Conquest було розглянуто на TechTV (G4) X-play у 2004 році.[29][30]
- HomeFront, був згаданий в березні 2004 року в статті журналі PC Gamer, заміткою «Хоча сайт описує Home Front, як мод з науково-фантастичної тематикою, можете не сумніватися — це Battlefield Halo.»[31]
- SilentHeroes виграв Премію PC ACTION супер мод в номері 07/2006 німецького ігрового журналу PC ACTION.[32][33] Крім того, він був показаний на багатьох норвезьких і шведських мультимедійних вебсайтах, в тому числі Verdens Gang, Aftonbladet та IDG.[34][35][36][37]
- Transformers[38]